# 베르니나 익스프레스
베르니나 익스프레스(Bernina Express)는 스위스 엥가딘 알프스를 횡단하여, 스위스의 쿠어(또는 다보스)와 스위스의 포스키아보, 이탈리아의 티라노를 연결하는 열차이다. 대부분의 여행 동안 기차는 알불라/베르니나 풍경의 래티셰 철도로 알려진 세계문화유산을 따라 달린다.
기차는 관광 목적으로 래티셰 철도 회사에서 운영한다. 티라노와 쿠어 또는 다보스 간의 향상된 지역 서비스 형태를 취한다. 확대된 창문과 다국어(영어, 이탈리아어 및 독일어) 오디오 가이드가 탑재된 파노라마 버스이다. 그것은 고속 열차라는 의미의 "급행"이 아니다. 승객은 베르니나 익스프레스 티켓을 구매할 때 직접 좌석을 예약하거나 지역 기차 티켓에 약간의 추가 요금을 지불해야 한다. 베르니나 익스프레스는 관광객들에게 인기가 많으며 이탈리아의 코모 호수를 거쳐 스위스의 루가노까지 포스트버스 서비스로 티라노에서 연결된다.
베르니나 특급 노선의 알불라선과 베르니나선은 2008년 공동으로 세계문화유산으로 지정되었다. 이 세계문화유산을 통과하는 베르니나 특급 여행은 해발 2,253m의 베르니나 고개를 가로질러 196개의 다리, 55개의 터널을 통과하는 4시간의 철도 여행이다. 전 노선은 1,000mm 미터궤이며, 전철화되었다.
알불라선은 1898년에서 1904년 사이에 건설되었다. 그것은 개통 이래 래티셰 철도에 의해 운영되었다. 베르니나 노선은 1908년에서 1910년 사이에 건설되었으며, 1940년대에 래티셰 철도에 인수될 때까지 독립적으로 운영되었다. 베르니나 익스프레스는 오스피치오 베르니나 정상에서 티라노까지 약 1800m 고저차를 극복하기 위해 7%의 기울기를 사용한다.

## 여정

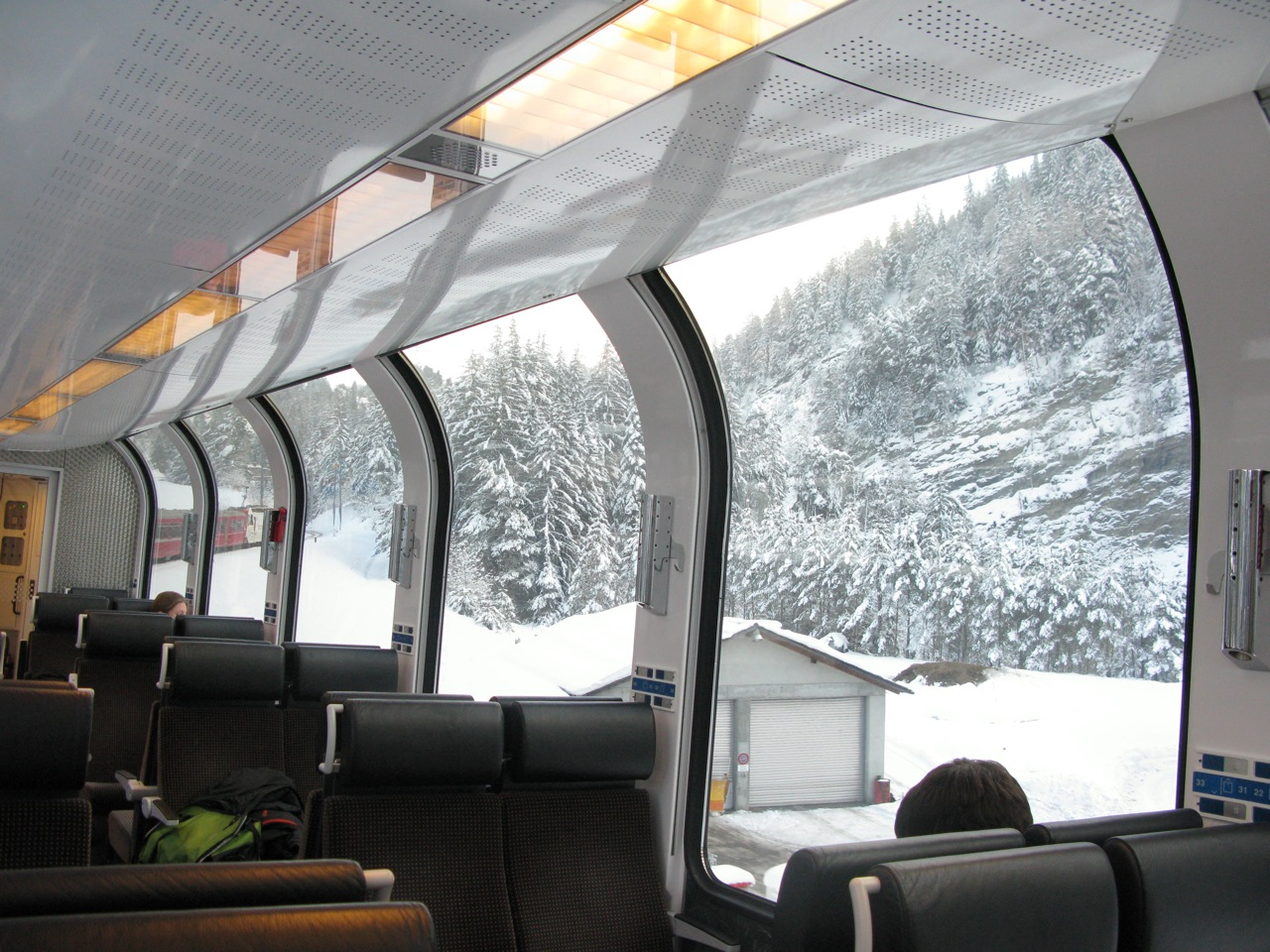
베르니나 익스프레스의 내부

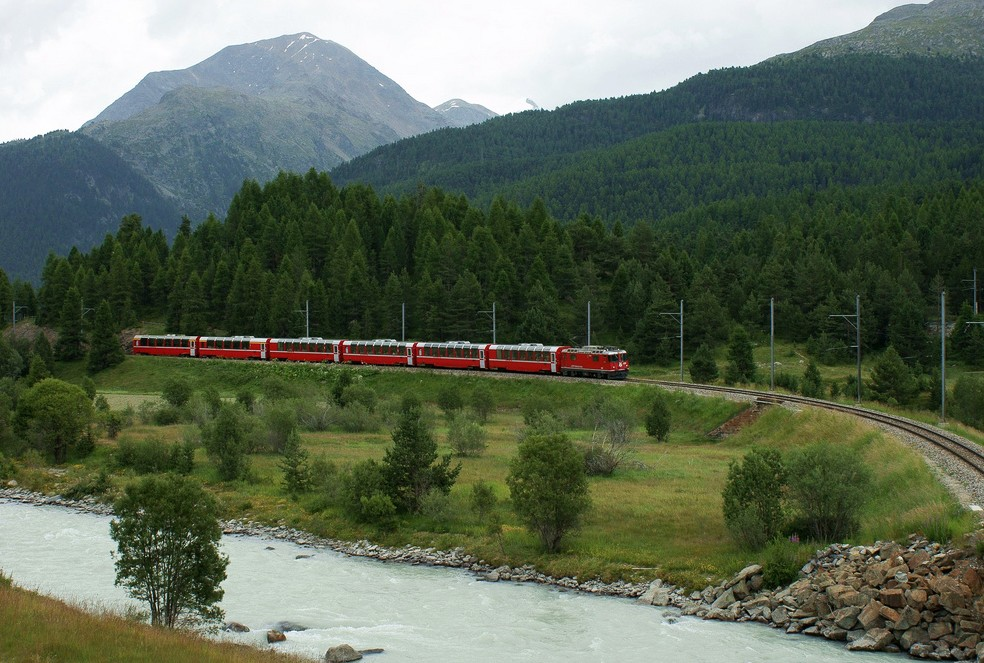
폰트레시나 근처

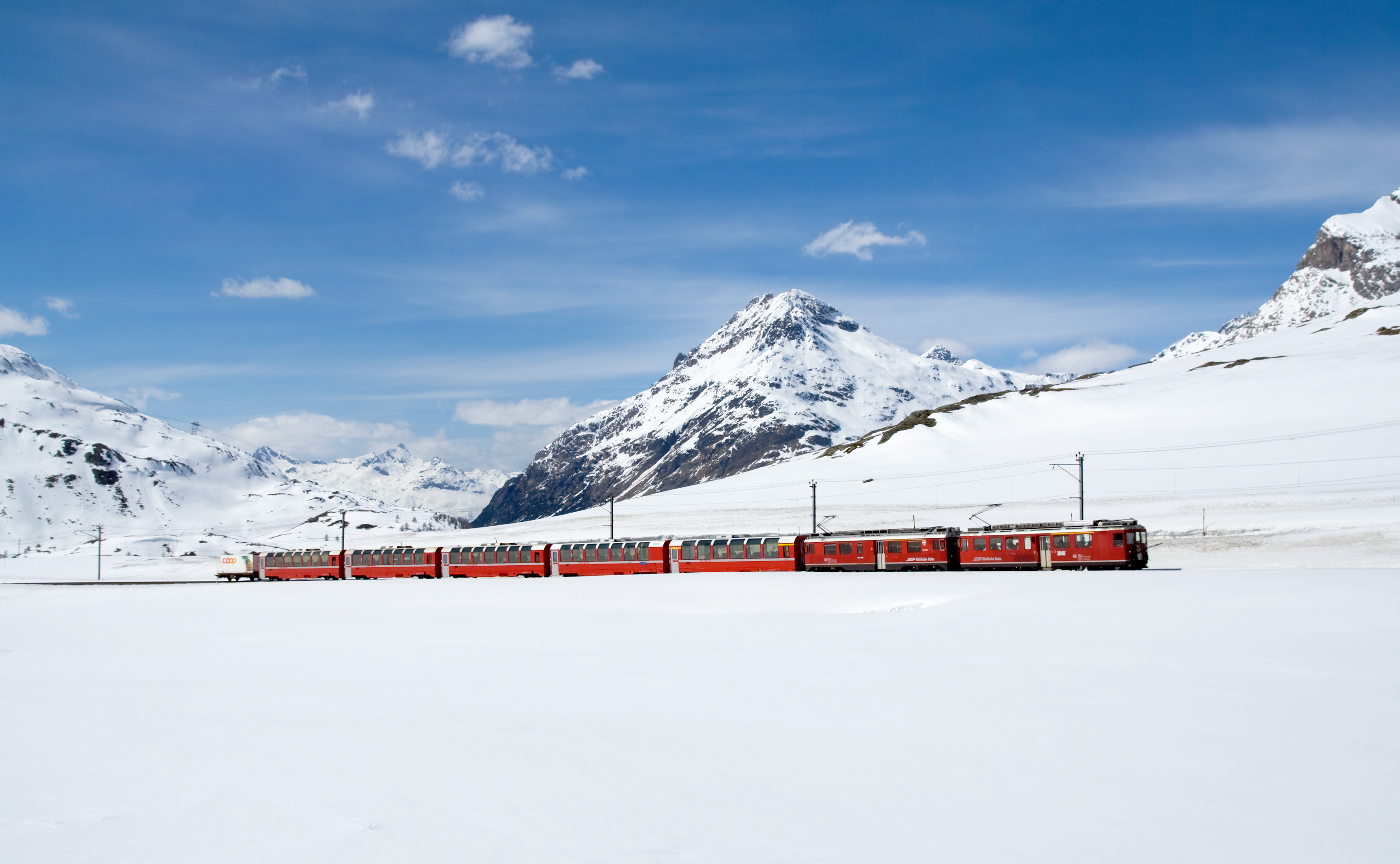
베르니나 고개 근처의 피첸호

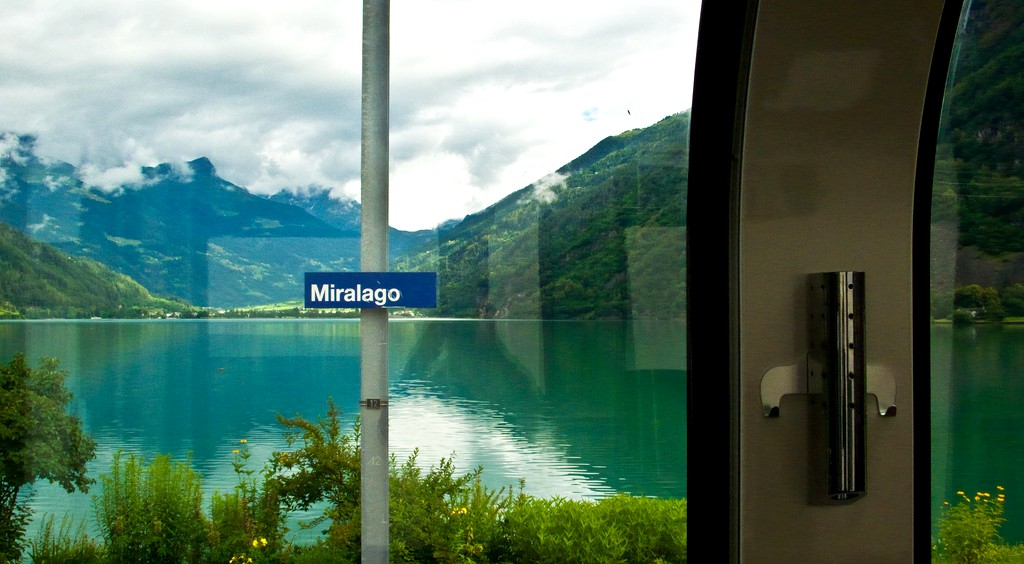
포스키아보 호수

### 알불라선
기차는 그라우뷘덴주의 쿠어(585m) 시를 떠나 라인강을 따라 보나두츠 (655m)까지 이어진다. 거기에서 돔레쉬크 계곡으로 진입하여 레췬스(658m)에서 투지스(697m)까지 라인강 후방을 따라간다. 기차는 알불라를 따라 티펜카스텔(851m) 방향으로 계속 이동한 다음 란트바서 고가교를 건너 필리주어(1032m)에 도착한다. 필리주어 직후 열차는 첫 번째 나선형 터널을 지나 베르귄/브라보잉(1373m)까지 계속 운행한다. 베르귄과 프레다(1789m) 계곡 끝에서 열차는 랙앤 피니언을 사용하지 않고 5km의 수평거리로 약 400m의 높이 차이를 달성해야 하지만 나선이 많다. 그런 다음 기차는 알불라 고개 아래 1,815m의 알불라 터널로 들어간다. 베버 계곡에서 출현하여 엥가딘 평야의 베버 (1,708m)에 도달한다. 열차는 사메단 (1,721m) 방향으로 계속 이동하여 베르니나 계곡의 폰트레시나역(1,774m)에 도착한다.

### 베르니나선
기차는 폰트레시나에서 출발해 계곡을 거쳐 모테라치역(1,896m)을 지나 베르니나 고개까지 점진적으로 올라간다. 이곳에서 빙하와 동부 알프스의 가장 높은 정상인 베르니나봉 (4,093m)이 보인다. 베르니나 고개에 도착하기 전에 기차는 디아볼레차(2,921m)로 가는 케이블카 연결을 위해 베르니나 디아볼레차(2,093m)에 정차한다. 베르니나 익스프레스는 비앙코 호수 위의 2,253m에 있는 오스피치오 베르니나역에서 정상에 도달한다.
알프그륌(2,091m)은 알프스 남쪽의 첫 번째 역으로, 라고 팔뤼 위, 피츠 팔뤼(3,900m 이상) 및 빙하 바로 아래에 있다. 많은 구불구불한 철로를 지나 기차는 포스키아보 계곡 위의 카발리아 (1,693m)에 도달한 다음 스위스 이탈리아어를 사용하는 포스키아보(1,014m) 마을에 도달한다. 그런 다음 기차는 포스키아보의 코스를 따라 르프레제 (964m)와 미라라고 (965m)에서 모두 포스키아보 호숫가에 정차한다. 미라라고 이후 브루지오 방향으로 계속 하강한다.(780m), 브루지오 나선형 고가교를 통과한다. 캄포콜로뇨(553m)의 이탈리아 국경 직후, 베르니나 익스프레스 티라노역(430m)에서 여행을 끝낸다.

### 루트
여름 동안 베르니나 익스프레스는 쿠어에서 폰트레시나까지 몇 정거장만 가도 운행하는 별도의 특별 열차로 구성되어 있다. 폰트레시나에서는 기관차가 변경되고(베르니나선의 다른 전류로 인해) 기차는 티라노까지 몇 정거장만 가도 계속된다.
가을, 겨울 및 봄 동안 베르니나 익스프레스는 지역 서비스에 연결된 여러 대의 차량으로 구성된다. 쿠어에서 사메단까지, 그들은 레기오익스프레스 기차 쿠어 – 생모리츠의 일부이다. 사메단에서 폰트레시나까지, 그들은 레지오 기차 스쿠올-타라스프 – 폰트레시나의 일부이다. 폰트레시나에서 티라노까지, 그들은 생모리츠 – 티라노에서 레기오 기차의 일부이다. 각 베르니나 익스프레스 열차에는 지역 열차 티켓만 소지한 승객을 위한 지정 객차가 포함되어 있다.

#### 정류장 목록
베르니나 급행열차가 정차하지 않는 쿠어와 투지스 사이의 작은 역은 이 목록에서 제외되었다. 주요 역은 굵게 표시되어 있다.
- 쿠어 – 출발역 (스위스)
- 라이헤나우-타민스
- 투지스
- 티펜카스텔
- 필리주어
- 베르귄
- 프레다
- 사메단
- 푼트 무랄
- 폰트레시나
- 수로바스
- 모테라치
- 베르니나 수오트
- 베르니나 디아볼레차
- 베르니나 레갈프
- 오스피치오 베르니나
- 알프그륌
- 카발리아
- 카데라
- 프리빌라소
- 포스키아보
- 리쿠르트
- 르프레제
- 미라라고
- 브루지오
- 캄파시오
- 캄포콜로뇨

---스위스 - 이태리 국경---
- 티라노 – 마지막 역 (이태리)

## 같이 보기
- 빙하특급
- 래티셰 철도
- 스위스 알프스